# Mendata
Mendata ist eine Gemeinde (Municipio) in der spanischen Provinz Bizkaia der Autonomen Gemeinschaft Baskenland in der Comarca Busturialdea (Duranguesado). Mendata hat 380 Einwohner (Stand: 2024), die mehrheitlich baskischsprachig sind, und besteht aus den Ortschaften Elejalde, Albiz, Marmiz und Olabe. 

## Lage
Mendata liegt etwa 26 Kilometer ostnordöstlich von Bilbao in einer Höhe von ca. 245 m fünfzehn Kilometer südlich der Atlantikküste.  

## Einwohnerentwicklung
| Jahr      | 1970 | 1981 | 1991 | 2001 | 2011 | 2021 |
| Einwohner | 541  | 392  | 348  | 341  | 381  | 379  |

## Sehenswürdigkeiten

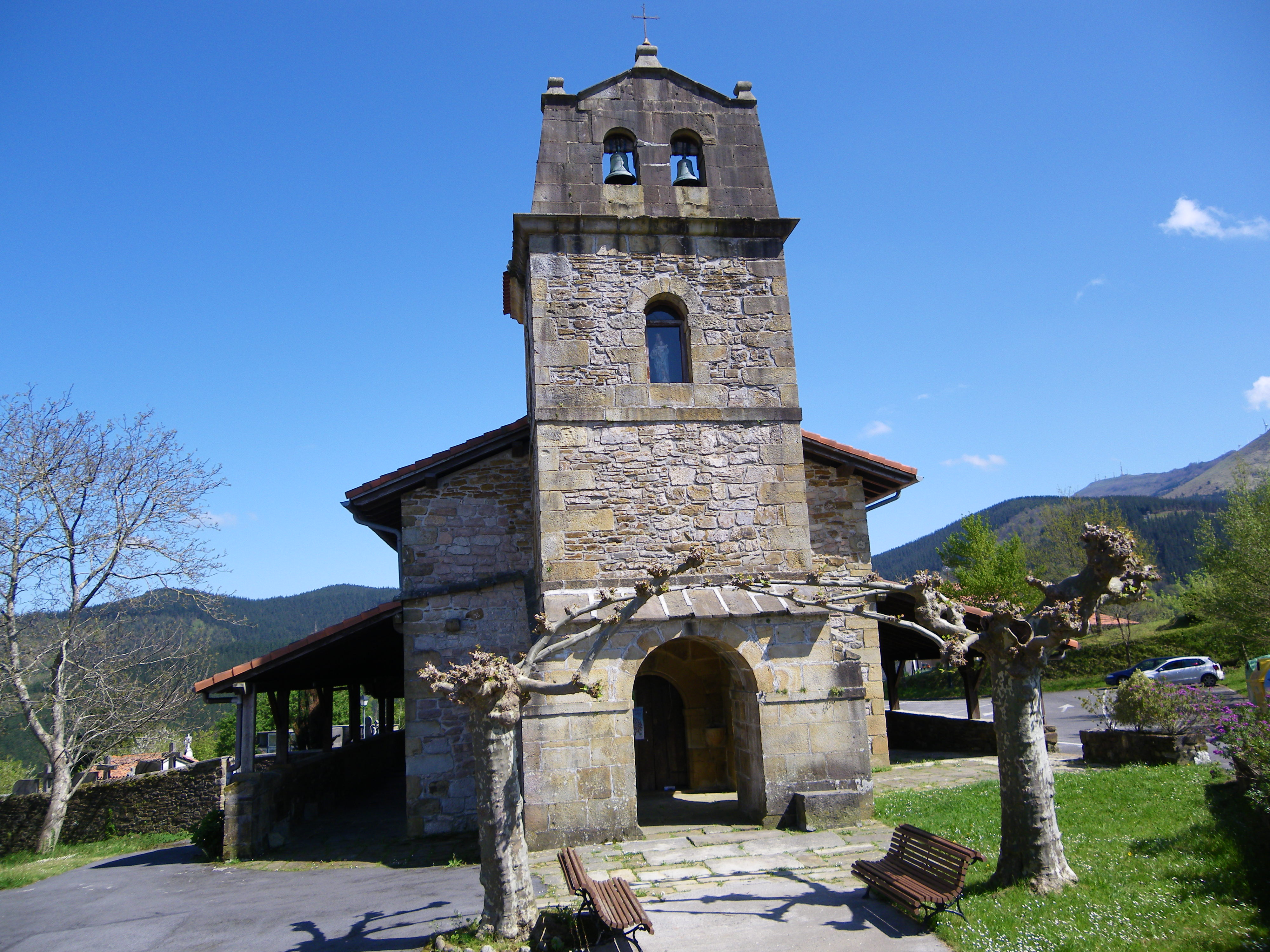
Magdalenenkirche
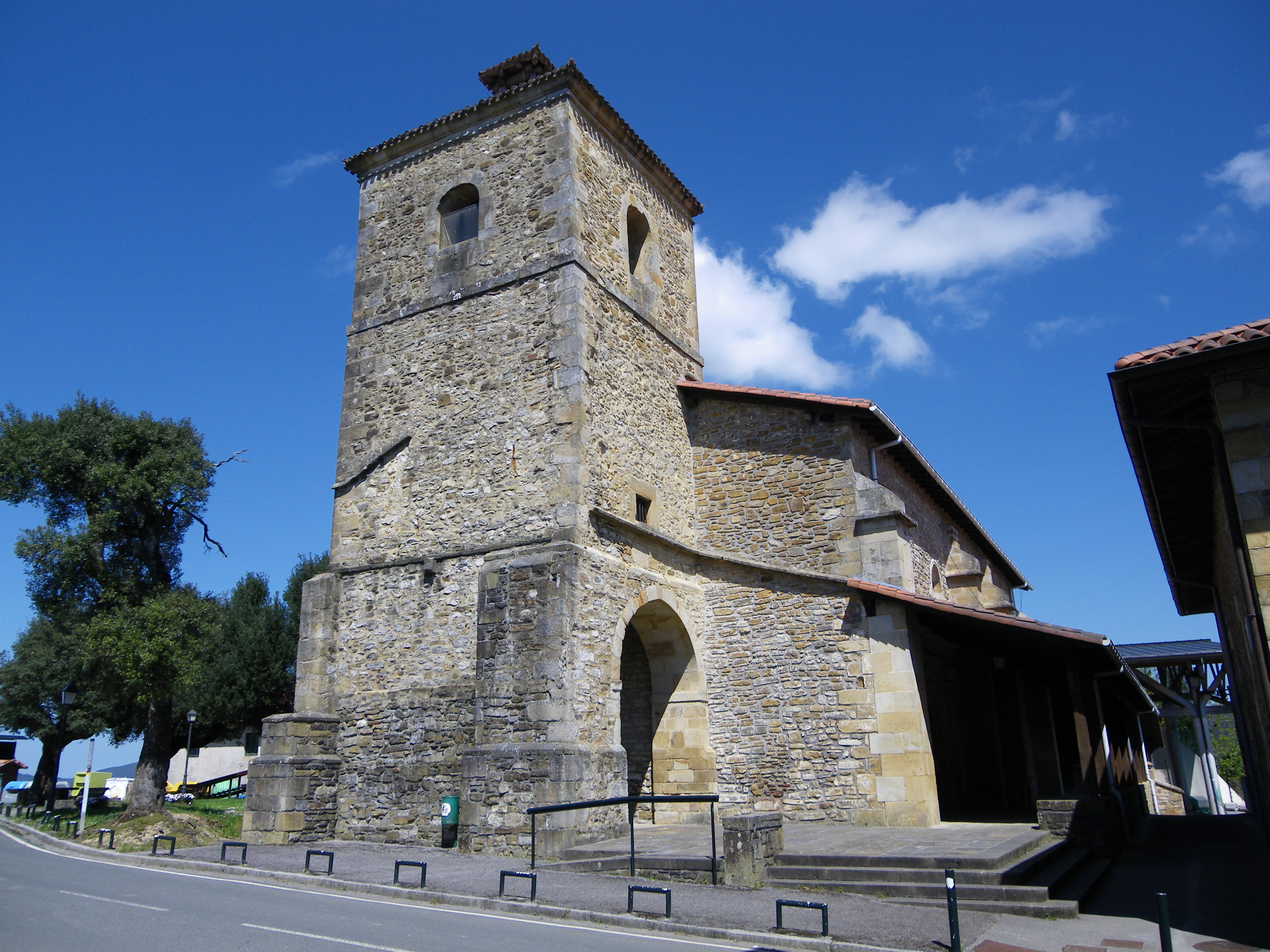
Michaeliskirche
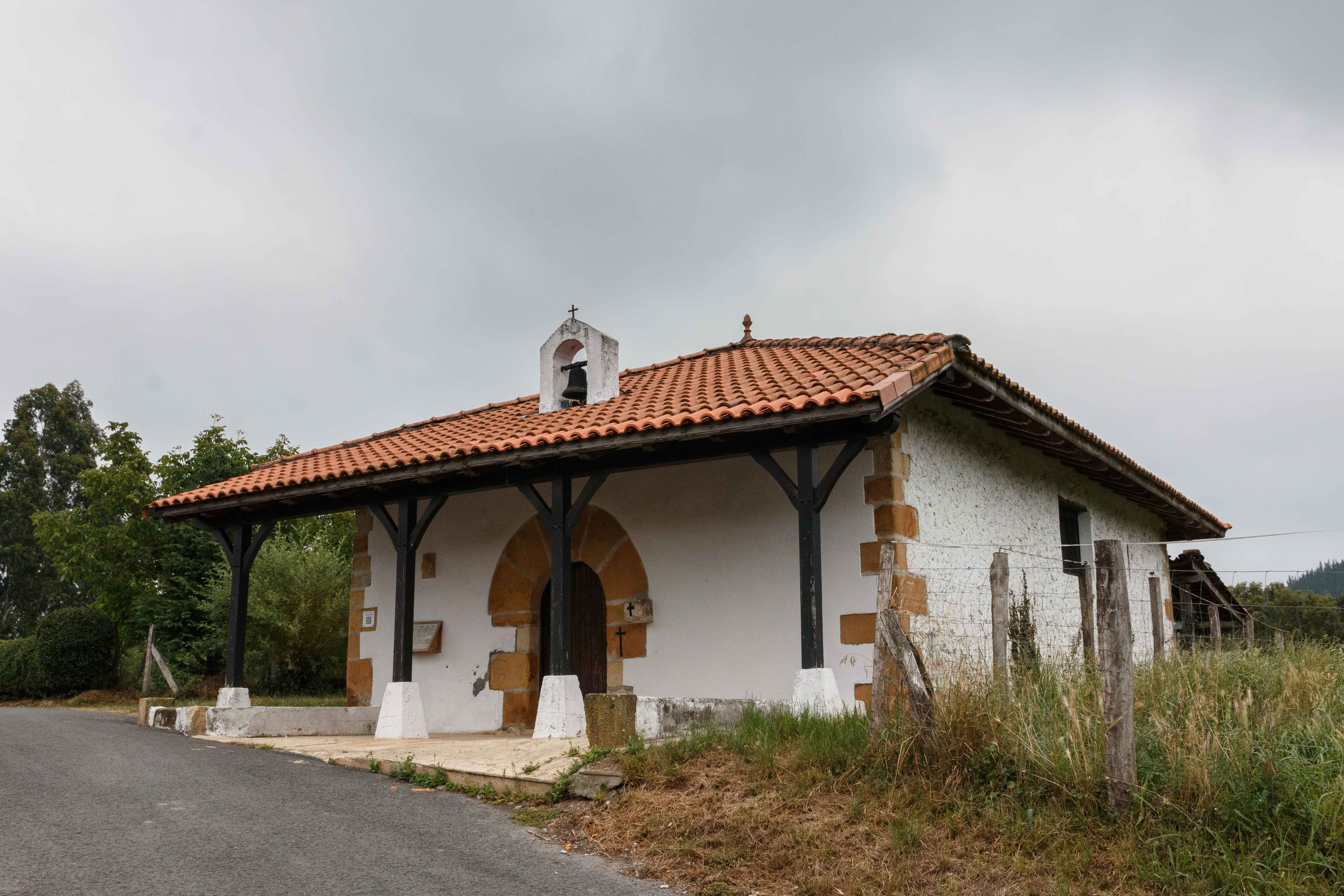
Peterskapelle
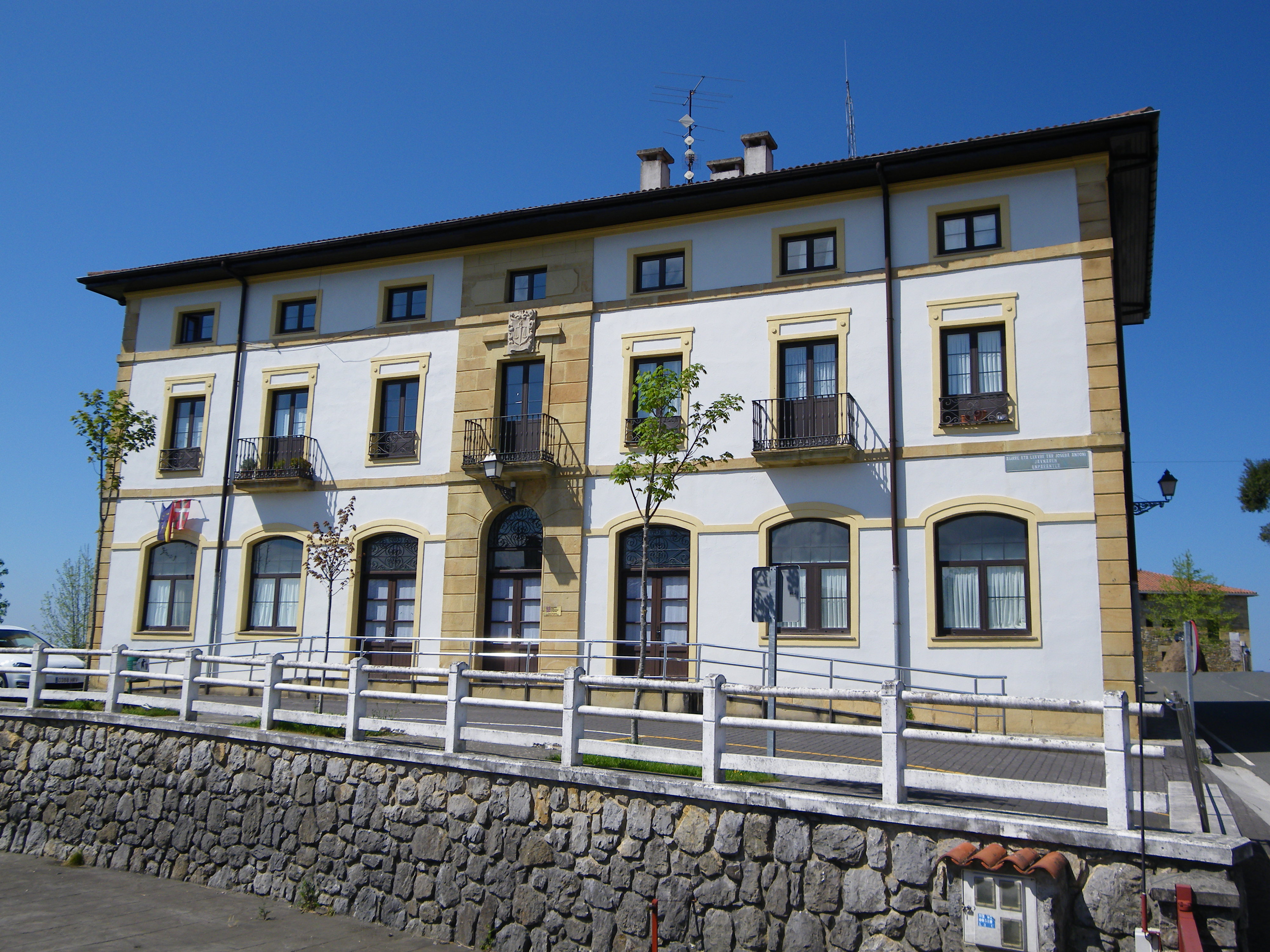
Rathaus

- Magdalenenkirche
- Michaeliskirche
- Peterskapelle
- Rathaus